# Ryder Cup
La Ryders Cup, ufficialmente nota come The Ryder Cup Matches, è un torneo di golf che si disputa ogni due anni, a partire dal 1927, tra una selezione di giocatori statunitensi e una di giocatori europei.

## Storia
La competizione, che prende il nome dal trofeo donato dall'inglese Samuel Ryder (1858-1936) alla federazione americana nel 1924, è co-gestita dallo European Tour e dalla PGA of America.
Dal 1927 al 1971 il torneo si è svolto tra la selezione degli Stati Uniti e quella della Gran Bretagna, con un netto predominio statunitense (15-3) ed un solo pareggio. Nel 1973 alla Gran Bretagna è stata incorporata l'Irlanda e nel 1979 tutto il resto dell'Europa continentale. In seguito all'accettazione della squadra europea come antagonista di quella statunitense, il torneo è risultato molto più equilibrato: dal 1979 al 2023, infatti, si contano dodici successi per l'Europa, nove per gli Stati Uniti ed un solo pareggio.
La Ryder Cup viene ospitata alternativamente nei due continenti negli anni dispari. Per l'Europa si sono storicamente sempre scelti dei campi da golf britannici, fatta eccezione per le edizioni del: 1997, disputatasi al Valderrama Golf Club (Spagna) in onore dell'ex golfista spagnolo Severiano Ballesteros, 2018 giocatasi a Saint-Quentin-en-Yvelines (Francia) e, per ultima, nel 2023, che si è tenuta al Marco Simone Golf & Country Club (Italia). A causa degli attentati terroristici dell'11 settembre 2001, la prevista edizione della Ryder Cup si è disputata l'anno seguente, spostando conseguentemente la competizione negli anni pari, fino all'edizione 2018. Il torneo successivo, previsto nel 2020, fu rinviato al 2021 a causa della pandemia di COVID-19, riportando così la disputa della Ryder Cup nuovamente su anni dispari.
Tra le file europee è da segnalare la presenza, in tre occasioni diverse (1993, 1995 e 1997), di uno dei più celebri giocatori italiani nella storia del golf, Costantino Rocca, ricordato per la sua famosa buca in uno durante l'edizione del 1995. Gli italiani Francesco Molinari ed Edoardo Molinari sono stati invece i primi fratelli a competere per la squadra europea nella stessa Ryder Cup, grazie alla loro partecipazione contemporanea all'edizione del 2010. Francesco Molinari ha preso parte anche alle edizioni 2012, negli Stati Uniti, e 2018, in Francia.
La selezione campione in carica è la squadra europea che si è aggiudicata il titolo nell'edizione del 2023.

## Formula
Gli incontri di Ryder Cup prevedono vari tipi di match play tra i giocatori scelti tra le 2 squadre giocati ciascuno su 18 buche. Secondo la formula ora in vigore la competizione prevede otto sfide foursomes, otto fourball e dodici incontri individuali. Il vincitore o la coppia vincitrice di ogni sfida ottiene un punto per la propria squadra, in caso di pareggio entrambe le squadre ottengono mezzo punto.
Un incontro foursome è una partita tra due coppie di golfisti: i giocatori della stessa squadra si alternano però nel colpire la pallina. Il fourball è sempre una partita tra due coppie, ma ogni giocatore conclude la propria buca in autonomia, scegliendo il risultato migliore della coppia, e confrontandolo con quello degli avversari. Una sfida individuale è infine una partita tra due golfisti in cui ognuno finisce la propria buca e confronta il suo risultato con quello dell'avversario. In tutti e tre i casi ciascuna buca viene vinta dalla squadra o dal singolo con il numero minore di colpi, e chi vince più buche si aggiudica l'incontro.
Le sfide si svolgono nell'arco di tre giorni: da venerdì a domenica (tranne nel 2010 quando, a causa del maltempo, il torneo si è concluso lunedì), per un totale di 28 incontri. Il venerdì si giocano quattro fourball al mattino e quattro foursome al pomeriggio (o viceversa). Il sabato si gioca di nuovo secondo lo stesso schema. La domenica si svolgono 12 sfide individuali: scendono quindi in campo per la prima volta tutti e dodici i giocatori delle due squadre. Non tutti i giocatori gareggiano infatti il venerdì o il sabato, spetta al capitano scegliere le 4 coppie da schierare per ogni sessione. Alla fine delle tre giornate risulta vincitrice la squadra che ha ottenuto il maggior numero di punti. Secondo il regolamento la squadra campione in carica mantiene la coppa in caso di pareggio (14 punti), la squadra sfidante deve quindi realizzarne almeno 14 e ½ per ottenere la vittoria.
Nel corso degli anni la formula ha subito vari cambiamenti. Dalla prima edizione fino a quella del 1959 la Ryder Cup si disputava in due soli giorni: il primo giorno si tenevano quattro foursomes sulla distanza di 36 buche, mentre il secondo otto sfide individuali sempre sulla distanza di 36 buche. Nel 1961 la distanza delle sfide fu ridotta a 18 buche, raddoppiandone però il numero. Nel 1963 si passò alla formula che prevede tre giorni di gara, aggiungendo otto fourball. Tale formula rimase immutata fino al 1977, quando il numero delle sfide fu ridotto a 20; cinque foursomes il primo giorno, cinque fourball il secondo e dieci confronti individuali il terzo giorno. Nel 1979, primo anno in cui parteciparono anche i giocatori dell'Europa continentale, la formula venne ancora cambiata adottando quella delle 28 sfide in uso oggi.

## Composizione delle squadre

### Europa

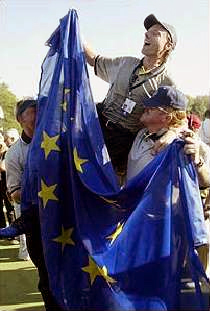
Giocatori europei festeggiano la vittoria della Ryder Cup nel 2004

La squadra europea viene selezionata in base alla money list dello European Tour ed al Ranking mondiale. Dall’edizione del 2018 entrano di diritto i primi quattro giocatori con più punti conquistati nel tour europeo (Race to Dubai) e altri quattro giocatori in base ai punti ricavati nel Ranking mondiale (senza però contare i tornei esteri svolti durante le Rolex Series). Anche il capitano europeo, come il suo collega americano, dispone di quattro wild card, con cui può convocare giocatori indipendentemente dalle classifiche.

### Stati Uniti
La procedura di selezione per gli Stati Uniti è stata rinnovata a partire dall'edizione 2008.
Per gli USA le qualificazioni iniziano con i quattro tornei major dell'anno precedente e finiscono nel mese di agosto dell'anno in cui si disputa la Ryder Cup. I primi otto giocatori sono automaticamente qualificati, mentre i restanti quattro posti vengono assegnati dal capitano a sua discrezione.
La classifica viene determinata dai seguenti criteri:
1. Montepremi vinto nel corso dell'Augusta Masters, U.S. Open, Open Championship e PGA Championship dell'anno precedente: ogni 1.000 $ guadagnati viene attribuito un punto.
2. Montepremi vinto in tornei ufficiali dell'anno della manifestazione da gennaio ad agosto, con l'esclusione dei major, dei tornei del World Golf Championships e dei tornei che si disputano nelle stesse settimane di questi: viene assegnato un punto ogni 1.000 $ guadagnati.
3. Montepremi vinto nei tornei major dell'anno della manifestazione: vengono assegnati due punti ogni 1.000 $ guadagnati.
4. Montepremi vinto nell'anno della manifestazione in tornei disputati nelle stesse settimane dei tornei major e del World Golf Championships: viene assegnato mezzo punto ogni 1.000 dollari guadagnati.

## Albo d'oro
| Anno | Sede                                                      | Squadra vincitrice Capitano   | Punteggio | Punteggio | Squadra sconfitta Capitano    |
| ---- | --------------------------------------------------------- | ----------------------------- | --------- | --------- | ----------------------------- |
| 1927 | Worcester CC, Worcester (Massachusetts)                   | Stati Uniti Walter Hagen      | 9½        | 2½        | Regno Unito Ted Ray           |
| 1929 | Moortown GC, Leeds                                        | Regno Unito George Duncan     | 7         | 5         | Stati Uniti Walter Hagen      |
| 1931 | Scioto CC, Columbus (Ohio)                                | Stati Uniti Walter Hagen      | 9         | 3         | Regno Unito Charles Whitcombe |
| 1933 | Southport & Ainsdale GC, Southport                        | Regno Unito John Henry Taylor | 6½        | 5½        | Stati Uniti Walter Hagen      |
| 1935 | Ridgewood CC, Paramus, Paramus (New Jersey)               | Stati Uniti Walter Hagen      | 9         | 3         | Regno Unito Charles Whitcombe |
| 1937 | Southport & Ainsdale GC, Southport                        | Stati Uniti Walter Hagen      | 8         | 4         | Regno Unito Charles Whitcombe |
| 1947 | Portland GC, Portland (Oregon)                            | Stati Uniti Ben Hogan         | 11        | 1         | Regno Unito Henry Cotton      |
| 1949 | Ganton GC, Scarborough                                    | Stati Uniti Ben Hogan         | 7         | 5         | Regno Unito Charles Whitcombe |
| 1951 | Pinehurst Resort, Pinehurst (North Carolina)              | Stati Uniti Sam Snead         | 9½        | 2½        | Regno Unito Arthur Lacey      |
| 1953 | Wentworth Club, Virginia Water, Surrey                    | Stati Uniti Lloyd Mangrum     | 6½        | 5½        | Regno Unito Henry Cotton      |
| 1955 | Thunderbird CC, Rancho Mirage (California)                | Stati Uniti Chick Harbert     | 8         | 4         | Regno Unito Dai Rees          |
| 1957 | Lindrick GC, Rotherham                                    | Regno Unito Dai Rees          | 7½        | 4½        | Stati Uniti Jack Burke        |
| 1959 | Eldorado CC, Indian Wells (California)                    | Stati Uniti Sam Snead         | 8½        | 3½        | Regno Unito Dai Rees          |
| 1961 | Royal Lytham & St Annes, Lytham St Annes                  | Stati Uniti Jerry Barber      | 14½       | 9½        | Regno Unito Dai Rees          |
| 1963 | East Lake GC, Atlanta (Georgia)                           | Stati Uniti Arnold Palmer     | 23        | 9         | Regno Unito John Fallon       |
| 1965 | Royal Birkdale, Southport                                 | Stati Uniti Byron Nelson      | 19½       | 12½       | Regno Unito Harry Weetman     |
| 1967 | Champions GC, Houston (Texas)                             | Stati Uniti Ben Hogan         | 23½       | 8½        | Regno Unito Dai Rees          |
| 1969 | Royal Birkdale, Southport                                 | Stati Uniti Sam Snead         | 16        | 16        | Regno Unito Eric Brown        |
| 1971 | Old Warson CC, St. Louis (Missouri)                       | Stati Uniti Jay Hebert        | 18½       | 13½       | Regno Unito Eric Brown        |
| 1973 | Muirfield Links, East Lothian                             | Stati Uniti Jack Burke        | 19        | 13        | Regno Unito Bernard Hunt      |
| 1975 | Laurel Valley GC, Pittsburgh (Pennsylvania)               | Stati Uniti Arnold Palmer     | 21        | 11        | Regno Unito Bernard Hunt      |
| 1977 | Royal Lytham & St Annes, Lytham St Annes                  | Stati Uniti Dow Finsterwald   | 12½       | 7½        | Regno Unito Brian Huggett     |
| 1979 | The Greenbrier, White Sulphur Springs (West Virginia)     | Stati Uniti Billy Casper      | 17        | 11        | Europa John Jacobs            |
| 1981 | Walton Health GC, Surrey                                  | Stati Uniti Dave Marr         | 18½       | 9½        | Europa John Jacobs            |
| 1983 | PGA National GC, Palm Beach Gardens (Florida)             | Stati Uniti Jack Nicklaus     | 14½       | 13½       | Europa Tony Jacklin           |
| 1985 | The Belfry, Sutton Coldfield                              | Europa Tony Jacklin           | 16½       | 11½       | Stati Uniti Lee Trevino       |
| 1987 | Muirfield Village GC, Dublin (Ohio)                       | Europa Tony Jacklin           | 15        | 13        | Stati Uniti Jack Nicklaus     |
| 1989 | The Belfry, Sutton Coldfield                              | Europa Tony Jacklin           | 14        | 14        | Stati Uniti Ray Floyd         |
| 1991 | Kiawah Island Golf Resort, Kiawah Island (South Carolina) | Stati Uniti Dave Stockton     | 14½       | 13½       | Europa Bernard Gallacher      |
| 1993 | The Belfry, Sutton Coldfield                              | Stati Uniti Tom Watson        | 15        | 13        | Europa Bernard Gallacher      |
| 1995 | Oak Hill CC, Rochester (New York)                         | Europa Bernard Gallacher      | 14½       | 13½       | Stati Uniti Lanny Wadkins     |
| 1997 | Valderrama GC, Sotogrande                                 | Europa Severiano Ballesteros  | 14½       | 13½       | Stati Uniti Tom Kite          |
| 1999 | The Country Club, Chestnut Hill (Massachusetts)           | Stati Uniti Ben Crenshaw      | 14½       | 13½       | Europa Mark James             |
| 2002 | The Belfry, Sutton Coldfield                              | Europa Sam Torrance           | 15½       | 12½       | Stati Uniti Curtis Strange    |
| 2004 | Oakland Hills Country Club, Bloomfield Hills (Michigan)   | Europa Bernhard Langer        | 18½       | 9½        | Stati Uniti Hal Sutton        |
| 2006 | The K Club, County Kildare                                | Europa Ian Woosnam            | 18½       | 9½        | Stati Uniti Tom Lehman        |
| 2008 | Valhalla GC, Louisville (Kentucky)                        | Stati Uniti Paul Azinger      | 16½       | 11½       | Europa Nick Faldo             |
| 2010 | Celtic Manor Resort, Newport                              | Europa Colin Montgomerie      | 14½       | 13½       | Stati Uniti Corey Pavin       |
| 2012 | Medinah CC, Medinah (Illinois)                            | Europa José María Olazábal    | 14½       | 13½       | Stati Uniti Davis Love III    |
| 2014 | Gleneagles Golf Resort, Auchterarder                      | Europa Paul McGinley          | 16½       | 11½       | Stati Uniti Tom Watson        |
| 2016 | Hazeltine National Golf Club, Chaska (Minnesota)          | Stati Uniti Davis Love III    | 17        | 11        | Europa Darren Clarke          |
| 2018 | Le Golf National, Saint-Quentin-en-Yvelines, Guyancourt   | Europa Thomas Bjørn           | 17½       | 10½       | Stati Uniti Jim Furyk         |
| 2021 | Whistling Straits, Kohler (Wisconsin)                     | Stati Uniti Steve Stricker    | 19        | 9         | Europa Pádraig Harrington     |
| 2023 | Marco Simone Golf and Country Club, Guidonia Montecelio   | Europa Luke Donald            | 16½       | 11½       | Stati Uniti Zach Johnson      |
| 2025 | Bethpage State Park, Farmingdale (New York)               |                               |           |           |                               |
| 2027 | Adare Manor, Adare                                        |                               |           |           |                               |
| 2029 | Hazeltine National Golf Club, Chaska (Minnesota)          |                               |           |           |                               |
| 2031 | Camiral Golf & Wellness, Costa Brava                      |                               |           |           |                               |
| 2033 | The Olympic Club, San Francisco (California)              |                               |           |           |                               |

### Vittorie per squadra
| Selezione   | Vittorie | Anni |
| ----------- | -------- | --- |
| Stati Uniti | 28       | 1927, 1931, 1935, 1937, 1947, 1949, 1951, 1953, 1955, 1959, 1961, 1963, 1965, 1967, 1969, 1971, 1973, 1975, 1977, 1979, 1981, 1983, 1991, 1993, 1999, 2008, 2016, 2021 |
| Europa      | 16       | 1929, 1933, 1957, 1985, 1987, 1989, 1995, 1997, 2002, 2004, 2006, 2010, 2012, 2014, 2018, 2023                                                                         |